# Система (фильм, 1953)
«Система» (англ. The System) — фильм нуар режиссёра Льюиса Сейлера, который вышел на экраны в 1953 году.
Фильм рассказывает об процветающем владельце подпольного букмекерского бизнеса Джоне Меррике (Фрэнк Лавджой), который сталкивается с серьёзными проблемами в делах и в личной жизни, после того, как вступает в конфликт с местным журналистом и своими мафиозными боссами. Под сильным моральным давлением, связанным с гибелью близких ему людей, Джон в итоге даёт властям показания о преступном характере своего бизнеса.
Художественные качества фильма были довольно скромно оценены критикой, отметившей его место в ряду аналогичных разоблачительных нуаров, вдохновлённых деятельностью Комитета Кефовера, таких как «Насаждающий закон» (1951), «Бандитская империя» (1952), «Поворотная точка» (1952), «Секреты Нью-Йорка» (1955), «Город в плену» (1952) и «История в Феникс-сити» (1955).

## Сюжет
Ночью в городе Кларктон недалеко от Чикаго полицейские выезжают на срочный вызов в ювелирный магазин, обнаруживая там грабителя, который достаёт пистолет. Полиция убивает преступника, вскоре выясняя, что грабителем является 18-летний местный парень, а пистолет в его руке был игрушечным. На место преступления приезжает местный журналист Джерри Аллен (Дон Беддоу), который знал убитого с детства и считал его нормальным парнем. Джерри сразу же направляется к своему боссу, владельцу местной газеты Роджеру Стюарту (Фэй Руп). Аллен рассказывает ему, как только что был убит сын местного кондитера Рикки Гербер, который недавно начал играть на скачках на подпольном тотализаторе, что и довело его до преступления и смерти. Аллен предлагает Стюарту опубликовать в газете серию разоблачительных статей о преступном синдикате, развернувшем в городе подпольный тотализатор и систему азартных игр. Журналист предлагает начать расследование деятельности синдиката с Джонни Меррика (Фрэнк Лавджой), который считается главой всего нелегального азартного бизнеса в городе, намереваясь в итоге уничтожить весь его синдикат. Стюарт поддерживает инициативу Аллена, однако просит пока не упоминать имя Меррика в прессе.
На следующее утро Меррик проходит в свой офис в небоскрёбе «Меррик-Билдинг», где в кабинете с гордостью рассказывает своему адвокату Брейди (Джером Кауэн) об успехах сына Рекса (Роберт Артур), который учится в юридической школе Университета штата. Брейди показывает Меррику статью под заголовком «Местный игровой синдикат виновен в смерти Рикки Гербера». Маррик, который также хорошо знал Рикки, просит помочь его семье, а сам собирается поговорить со Стюартом. Первым делом он приезжает в подчинённую себе подпольную игровую точку, принимающую ставки на скачки, избивая и жёстко отчитывая её управляющего Анджело Бруно (Бруно Ве Сота) за то, что тот вовлёк в игру ребёнка, а затем жёстко давил на него, требуя заплатить деньги. Меррик категорически запрещает ему в дальнейшем брать ставки у детей. Затем Меррик приходит к Аллену, который всю ночь работал над новыми разоблачительными материалами. Они старые друзья, а их сыновья учатся вместе в университете. Меррик говорит Аллену, что готов отдать руку за убитого парня, и ему очень жаль, что так случилось, а затем предлагает договориться, однако Аллен непреклонен, намереваясь уничтожить через прессу преступный синдикат. Меррик приезжает к Стюарту, с которым также хорошо знаком. Стюарт говорит, что бизнес Меррика — это угроза обществу и всей системе, на что Меррик спрашивает, почему его это взволновало именно сейчас, хотя синдикат работает в городе уже 20 лет. Стюарт говорит, что его волнует только благо его читателей, однако соглашается пересмотреть свой подход, если Меррик перестанет ухаживать за его дочерью Фелис (Джоан Уэлдон). Меррик отвечает, что она уже взрослая женщина, а сам он в разводе. Его личные отношения с Фелис Стюарта не касаются, и Меррик не пойдёт с ним на сделку. Вскоре из своей комнаты выходит Фелис, отправляясь вместе с Мерриком в город. В ресторане, куда они заходят, все косятся на них после статьи в газете. Фелис волнуется, что её отец через свою газету хочет расстроить их отношения, однако Меррик категорически даёт ей понять, что не пожертвует их любовью.
В очередном номере газеты выходит статья Аллена под заголовком «Система. Как местный игорный синдикат уводит деньги из Кларктона в Чикаго и Сент-Луис». Когда Рекс дома читает эту статью, к нему заходит Джерри Аллен-младший (Честер Маршалл), сожалея, что тот вчера не пришёл к нему на вечеринку. Джерри спрашивает, не связано ли это со статьёй и торопит приятеля на экзамен. Появляется Меррик-старший, пригнавший Рексу в подарок новую машину. Отдавая ключи, отец спрашивает сына, всё ли у того есть, на что Рекс отвечает, что всё в порядке. Уходя из дома, Рекс сталкивается в дверях с Большим Рубеном (Алан Гордон), который заявляет, что заехал по пути из Чикаго в Сент-Луис. Рубен передаёт Меррику привет от Марти, который обеспокоен последними газетными статьями и предлагает встретиться, чтобы остановить подобные публикации. Меррик отвечает, что ситуация в городе у него под контролем, и с газетой он разберётся сам, без помощи с их стороны. Когда Рубен передаёт рекомендацию Марти «не встречаться с дамочкой», Меррик отвечает, что 20 лет управлял бизнесом в городе, и сможет со всем справиться без советов Марти.
В загородном гольф-клубе, где Меррик отдыхает вместе с Фелис, его приглашают на совещание Совета директоров клуба. Там окружной прокурор сообщает Меррику, что в свете последних публикаций в город прибывает комиссия Специального комитета Сената США по расследованию преступлений в сфере торговли между штатами, которая займётся вопросом азартных игр, и где Меррик будет одним из основных свидетелей. В этой связи прокурор предлагает Меррику уволиться из руководства клуба, однако тот отказывается, напоминая, что он является одним из главных его спонсоров. По дороге домой озабоченный Меррик рассказывает Фелис о предстоящем сенатском расследовании, предлагая расстаться, чтобы не навредить её репутации. Однако Фелис отвечает, что любит Меррика и никуда от него не уйдёт, после чего они целуются. В своём офисе Меррик встречается с адвокатом Брейди, который информирует, что специальный прокурор сенатской комиссии Уайли (Пол Пичерни) затребовал все документы компаний Меррика, касающиеся деловых контактов с Чикаго и Сент-Луисом, и вскоре ему вручат повестку на заседание комиссии. Меррик даёт указание бухгалтеру Фрэнку Таскеру (Ричард Гарик) уничтожить все следы переводов средств в Чикаго и Сент-Луис. В этот момент в кабинете Меррика появляется Эд Джелке (Пол Мэкси), которого Меррик в своё время устроил на работу в офис местного шерифа, и с извинениями вручает повестку на заседание комиссии ему и Фрэнку. Пожилой бухгалтер очень испуган и не хочет лжесвидетельствовать перед комиссией, так как это считается серьёзным преступлением, на что Брейди советует ему говорить, что он ничего не знает о сути бизнеса, а имеет дело только с цифрами. Вскоре домой к Меррику приезжают Марти (Дэн Сеймур) и Рубен, которым Меррик в очередной раз заявляет, что сам разберётся с проблемами в своём городе. На опасения, что банковские переводы приведут и к ним, Меррик заверяет, что они оформлены как закупка химикатов, а охота в прессе ведётся исключительно на него лично, и он знает по какой причине. После этой встречи Марти решает взять инициативу в свои руки, и направляет своего племянника Спекса (Генри Корден) и киллера Маленького Гарри (Вик Перин) поговорить с Алленом, предложив ему денег за отказ от журналистского расследования. Однако во время разговора с Алленом у психопатического Гарри не выдерживают нервы, и он прямо на улице убивает Аллена несколькими выстрелами в упор.
Начинается заседание Сенатской комиссии, целью которого является исключительно сбор свидетельских показаний. Первым для дачи показаний вызывается Анджело Бруно, который говорит, что когда-то был букмекером, однако 12 лет назад был вынужден отказаться от самостоятельного бизнеса и стал работать на Меррика, который обеспечивал его деньгами, помещениями, технологиями и связью, но потом его уволил. По вопросу о связях Меррика с Чикаго и Сент-Луисом Бруно ничего не известно, про бизнес самого Меррика он ничего сказать не может, Марти и Рубена он никогда не видел и о них ничего не знает. Вторым вызывается бухгалтер Фрэнк Таскер, который проработал в компании Меррика уже 19 лет. Таскер не хочет лжесвидетельствовать и по рекомендации прокурора Уайли отказывается от дачи показаний, что по закону грозит ему менее тяжкими последствиями. Затем приглашается Фелис Стюарт, которая заявляет, что знает Меррика как очень хорошего человека, но ей ничего не известно о его бизнесе. Во время перерыва на заседании появляется Рекс, который хочет поддержать отца, однако Меррик выпроваживает его из зала. Рекс направляется домой, останавливаясь у дома Алленов, где собралась толпа народу. Узнав, что Аллен застрелен, Рекс догадывается, что это убийство связано с разоблачительными статьями против его отца. В крайнем волнении он приезжает домой, где запирается в своей комнате и стреляется. Вскоре в зале суда сообщается об убийстве Аллена, который, по словам председателя комиссии, «стал великим, отдав свою жизнь борьбе с рэкетом». Уайли вызывает для дачи показаний Меррика, который заявляет, что все документы его компании отправлены на аудит в Нью-Йорк, и обещает предъявить их, если они на обратном пути не пропадут на почте. Затем по требованию Уайли Меррик сообщает, что сферой его деловых интересов является недвижимость и управление инвестициями, в частности, он владеет крупнейшей в городе гостиницей, прачечной, оптовой торговлей алкоголем, а также транспортной компанией. Он также заявляет, что к организации азартных игр отношения не имеет и партнёров в других городах у него нет. Меррик подтверждает знакомство с Бруно, однако заявляет, что просто дал ему денег, однако про характер его бизнеса ему не известно. Маррик отрицает, что знаком с Марти и Рубеном и что когда-либо имел с ними общий бизнес. В этот момент сообщается, что Рекс покончил жизнь самоубийством. На заседании объявляется перерыв, и убитый горем Меррик приезжает сначала домой, а затем в офис, где в одиночестве плачет.
Некоторое время спустя Меррик приходит в городской департамент полиции к инспектору Гордону (Пол Бёрч), который сообщает, что по делу об убийстве Аллена уже задержали двух подозреваемых. Меррик приходит на опознание, и, несмотря на рекомендации Брейди, узнаёт в задержанных Спекса и Гарри, которого называет киллером из Чикаго. Когда наедине Брейди говорит Меррику, что после таких показаний его самого осудят, Меррик отвечает, что это будет справедливо, так как из-за него погибли Аллен и Рекс. Затем Меррик просит дать ему возможность поговорить с Гарри наедине. Во время разговора, используя психологические проблемы Гарри, Меррик убеждает его сдать Марти и Рубена. На заседании Комиссии Гарри сообщает, что когда Марти и Рубен решили, что Меррик не в состоянии разобраться с Алленом, они поручили ему и Спексу убить Аллена. Затем Комиссия повторно вызывает Меррика, который подтверждает, что руководил в Кларксоне игорным синдикатом, который входил в организацию, руководимую Марти и Рубеном. Меррика арестовывают за лжесвидетельство и заключают под стражу. На станции, когда Меррика готовятся конвоировать в другой город, появляется Фелис, которая целует Меррика и обещает, что будет любить его всегда.

## В ролях
- Фрэнк Лавджой — Джон Е. «Джонни» Меррик
- Джоан Уэлдон — Фелис Стюарт
- Роберт Артур — Рекс Меррик
- Пол Пичерни — Дэвид Уайли
- Дон Беддоу — Джерри Аллен
- Джером Кауэн — Барри Х. Брейди
- Дэн Сеймур — мистер Марти
- Сара Селби — миссис Элизабет Аллен
- Фэй Руп — Роджер Стюарт
- Фрэнк Ричардс — Чарли, дворецкий Меррика
- Алан Гордон — Большой Робен
- Бруно Ве Сота — Анджело Бруно
- Ричард Гарик — Фрэнк Таскер

## Создатели фильма и исполнители главных ролей
Режиссёр Льюис Сейлер начал карьеру в 1923 году, поставив вплоть до 1958 года 66 фильмов, наиболее заметными среди которых стали криминальная комедия «Чарли Чен в Париже» (1935), криминальные мелодрамы «Криминальная школа» (1938), «Пыль будет моей судьбой» (1939) и «Адская кухня» (1939), фильмы нуар «Большая шишка» (1942) и «Кнут» (1948), а также военная драма «Дневник Гуадалканала» (1943).
Фрэнк Лавджой снялся в таких памятных фильмах, как военные драмы «Дом отважных» (1949), «Прорыв» (1950), «Сила оружия» (1951) и «Отступи, ад» (1952), фильмы нуар «В укромном месте» (1950), «Звук ярости» (1950), «Я был коммунистом для ФБР» (1951), «Попутчик» (1953) и «Стукач» (1955), а также фильм ужасов «Дом восковых фигур» (1953).
Этот фильм стал дебютным в кино для актрисы Джоан Велдон, которая до 1958 года сыграла в 11 фильмах, после чего в 28-летнем возрасте завершила кино- и телекарьеру. Её самыми заметными киноработами стал фантастический фильм ужасов «Они!» (1954), а также несколько вестернов, таких как «Скачущий стрелок» (1954) и «День негодяя» (1958).

## История создания фильма
Как отметил историк кино Хэл Эриксон, это один из нескольких разоблачительных фильмов, вдохновлённых деятельностью Специального комитета Сената США по расследованию преступлений в торговле между штатами, известного как Комитет Кефовера.
Согласно информации «Голливуд Репортер» от ноября 1952 года, фильм частично снимался на натуре в Lakeside Country Club в Лос-Анджелесе.

## Оценка фильма критикой

### Общая оценка фильма
После выхода фильма на экраны кинообозреватель «Нью-Йорк Таймс» Оскар Годбаут дал ему негативную оценку, написав, что «картина мрачная и удручающая, как утренняя погода». Как далее пишет критик, «грустно то, что в этом фильме нет ни единой вещи, которую можно было бы порекомендовать. Этот провал режиссёра Льюиса Сейлера тем более разочаровывает, когда вспоминаешь его памятный фильм „Дневник Гуадалканала“ (1943)». Годбаут резюмирует свою оценку фильма словами: «Забудьте это фиаско, так как это всего лишь одна из тех нудных мелодрам, которые служат только для того, чтобы заполнить программу на сдвоенных сеансах».
Современный киновед Спенсер Селби отмечает этот фильм, который, по его словам, рассказывает о «честном букмекере, который, столкнувшись с многочисленными проблемами, понимает, что его работа значительно более опасна и разрушительна, чем он думал ранее». Леонард Молтин полагает, что «неровный сценарий портит это потенциально хорошее исследование деятельности игрового синдиката в крупном городе». А по мнению рецензента журнала TV Guide, «сюжет довольно сильно отходит от правдоподобия ради передачи чувственных ощущений. В остальном всё выполнено в абсолютно стандартном стиле». Майкл Кини приходит к заключению, что хотя сюжет кажется «довольно увлекательным», тем не менее сам фильм, «в том числе и всегда надёжный Лавджой, персонаж которого является, наверное, самым милым нуаровым преступником всех времён, смотрится скучно».

### Оценка актёрской игры
По мнению Годбаута, «Лавджой предпринимает честную попытку сыграть профессионально, однако сценарий фильма — это такое персиковое болото, что у него нет никаких шансов». Что же касается «исполнительницы главной женской роли, Джоан Уэлдон, то её игра вызывает чувство неловкости из-за своей неадекватности». С другой стороны, как отмечает Хэл Эриксон, фильм «может похвастаться одним из самых впечатляющих подборов актёров второго плана среди всех фильмов 1953 года, включая практически каждого актёра, кто когда-либо играл бандита или другой криминальный элемент — это Дэн Сеймур, Фрэнк Ричардс, Вик Перрин, Генри Корден, Бруно Ве Сота и так далее».